# Choe Pu-il
Le général Choe Pu-il (Chosŏn'gŭl : 최부일, hanja : 富 日) né en 1944 est l'actuel ministre de la sécurité du peuple de la Corée du Nord. Il a été nommé à ce poste par Kim Jong-un en février 2013. Il a subi des sanctions en juillet 2016 par le gouvernement des Etats Unis.